# Cacería voraz 3
Cacería voraz 3: Emboscada es una película de terror del 2009, y la tercera entrega de la trilogía de Cacería voraz. La película se estrenó directo en DVD el 17 de febrero de 2009.

## Sinopsis
Honey Pie es multitada y decapitada por un monstruo que rápidamente la digieren y se comen la cabeza. Lightning sobrevivió a la explosión cerca de él y se tropieza al salir. Los sobrevivientes restantes (la Reina Motociclista, las chicas Tat y Tit, Secrets, Bartender, Slasher y Greg, quien ahora tiene una tubería alojada en la cabeza) luego son atacados por los monstruos en el techo del edificio en el que se enconden. Trueno se ve aún con vida y se arrastra lejos después de haber sido destripado, pero lo atropella un hombre llamado Shitkicher. 
Shitkicher rompe abriendo la puerta principal de la estación de policía y entra. Los sobrevivientes de la azotea se dirigen a la cárcel, donde Hobo intenta matarlos, pero literalmente consigue la mierda golpeada fuera de él por las chicas Biker, extendiéndose por todas sus piernas. Greg revela que Slasher tiene un montón de coches de segunda mano que pueden utilizar los supervivientes para escapar. Secrets le disparó la cabeza a Shitkicher accidentalmente. La bala alerta a los monstruos, que entran a la estación de policía. Posteriormente, el grupo decide correr al lote de autos usados.
Una vez que salen, Slasher corre de la manera diferente a la del grupo, y luego le dispara a Hobo como una distracción para los monstruos. Mientras que un monstruo comienza a comerse una de las piernas de Hobo, Slasher corre hacia una unidad de almacenamiento de metal. El monstruo deja la mierda de Hobo con la que va montada y se va después de Slasher, junto con las muchachas motociclistas, Tat y Tit muchacha de las mujeres de moteros de nuevo. Dentro de la unidad, se reúnen alrededor de una docena de sobrevivientes que proceden a las pandillas y golpearon a Slasher para rasgar el apagado con sus ofertas de coches. Slasher se mueve a la parte posterior de la unidad y se levanta contra la pared del fondo. Unos monstruos descubre un agujero al que entró Slasher donde se ponía de pie y lo usaban para violar a Slasher, lo impregna. Entonces un monstruo estalla de inmediato a través del estómago de Slasher, dando luz a un híbrido de Slasher, matando a la docena de sobrevivientes dentro de la unidad. Mientras tanto, Secrets, Greg y Bartender encuentran a Rayo herido y lo llevan con ellos. La reina motociclista libera a las chicas motociclistas y se corren desde el híbrido de Slasher/Monstruo Híbirdo. Siguen a Hobo por un agujero, intentando esconderse dentro de su labroatorio de autobús/metanfetamina escuela enterrado. 
Un monstruo los sigue y mata la chica Tit. La reina motociclista es finalmente capaz de empezar a subirse al autobús y cuando salen, se junta con Hobo y un monstruo quemado que luego cae por la parte trasera del autobús. El autobús sasle del subterráneo con la reina Motociclista y esa chica se siente intencionada de abandonar a los supervivientes restante, sin embargo, el bus muere al igual que los otros supervivientes a los que alcanzaron. Los monstruos enjambran de inmediato el autobús, pero el grupo conoce a un hombre llamado Short Bus Gus, quien los salva y aparentemente tiene la capacidad de repeler a los monstruos. Entonces, él lleva a los sobrevivientes a las alcantarillas, intentando llegar a la gran ciudad. Mientras trabajaba en camino a través las alcantarillas, se da a conocer el lugar donde los poblerinos que quedan infectados la asesinan. Los infectados también están a punto de matar a los sobrevivientes, hasta que el otro de ellos conocido como Jean Claude Segal los salva.

## Curiosidades
La película se estrenó el 17 de febrero de 2009, junto con el lanzamiento del DVD en Estados Unidos. 
- Datos: Q5439532